# Dirades stolida
Dirades stolida är en fjärilsart som beskrevs av Butler 1886. Dirades stolida ingår i släktet Dirades och familjen Uraniidae. Inga underarter finns listade i Catalogue of Life.